# مقاطعة برنيت (تكساس)
مقاطعة برنيت (بالإنجليزية: Burnet  County)‏ هي إحدى المقاطعات في ولاية تكساس، الولايات المتحدة الأمريكية، يبلغ عدد سكانها 42,750 نسمة طبقا لإحصاء عام 2010 .

موقع المقاطعة في ولاية تكساس